# كفر سعد (القليوبية)
كفر سعد إحدى قرى مركز بنها التابع لمحافظة القليوبية بجمهورية مصر العربية.

## السكان
بلغ عدد سكان كفر سعد 4,157 نسمة، حسب الإحصاء الرسمي لعام 2006.